# Microterys melanostomatus
Microterys melanostomatus är en stekelart som beskrevs av Trjapitzin 1964. Microterys melanostomatus ingår i släktet Microterys och familjen sköldlussteklar. Inga underarter finns listade i Catalogue of Life.